# Ambrosio Calepino

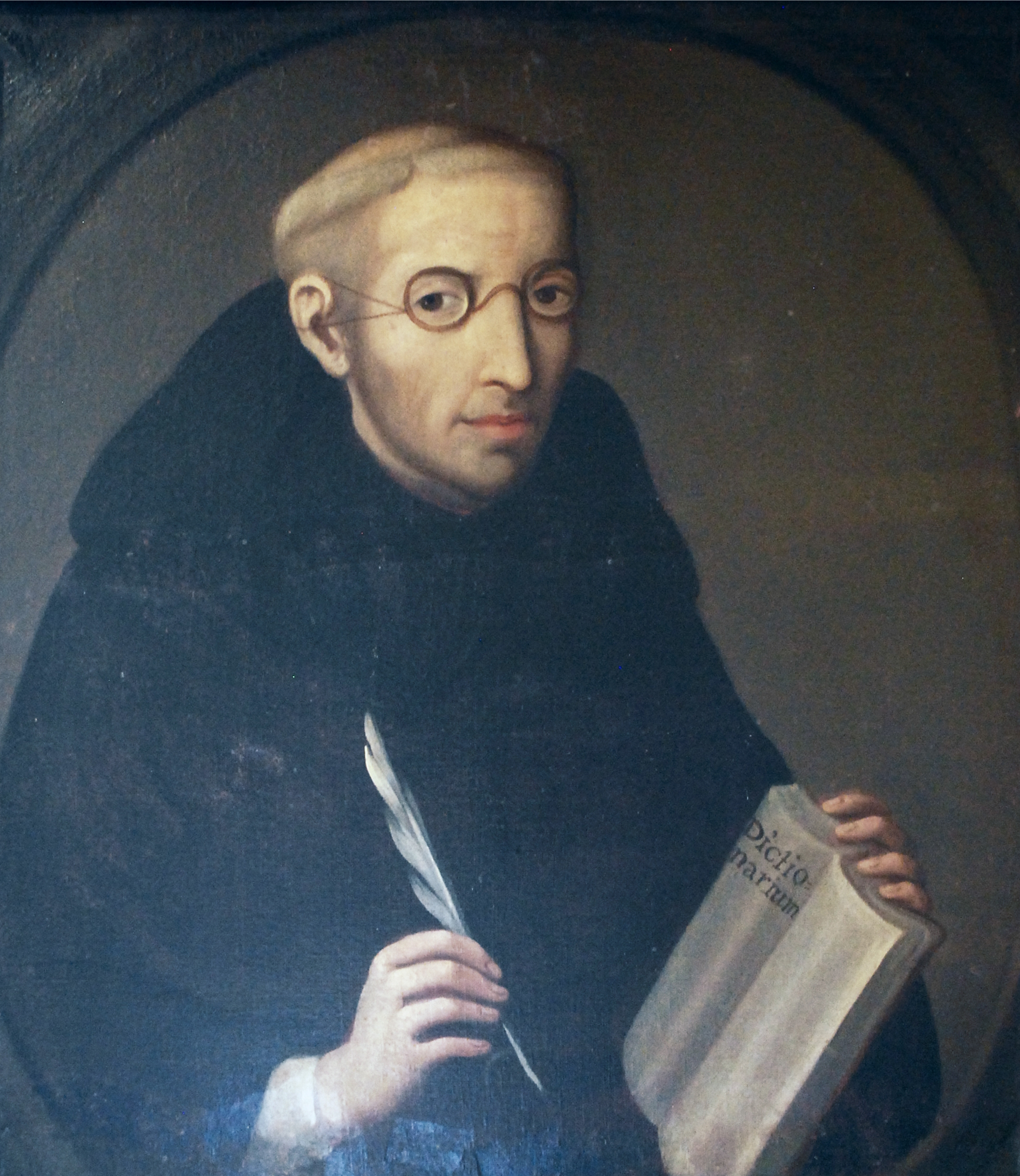
Ambrosio Calepino, según pintura anónima procedente del antiguo convento agustino de Acolman, México

Ambrogio Calepio, llamado Calepino (Castelli Calepio, Bérgamo, c. 1435-Bérgamo, 1510), fraile agustino y humanista italiano, fue autor de un célebre diccionario latino, el Dictionarium latinum, conocido como el Calepino.

## Biografía
Hijo natural del conde Trussardo, señor feudal de Val Calepio, bautizado con el nombre de Giacomo, en 1458 ingresó en la Orden de Ermitaños de San Agustín adoptando el nombre de Ambrosio. Tras cursar el noviciado en Milán, en 1466 fue ordenado sacerdote en Cremona. De retorno a Bérgamo se dedicó a la redacción de su monumental diccionario publicado en 1502 por el impresor de Reggio Dionigi Bertocchi con el título de Ambrosii Calepini Bergomatis Dictionarium.
Calepino no quedó satisfecho con lo descuidado de su impresión y su inmediato éxito (entre 1502 y 1509 se hicieron nueve impresiones) lo animaron a ponerse a trabajar en una segunda edición, que a diferencia de la primera, exclusivamente redactada en latín, incluiría la traducción al italiano. Muerto Calepino, probablemente en enero de 1510 si no a finales de 1509, los hermanos del convento de San Agustín de Bérgamo, en cuyo poder quedó el manuscrito, se encargaron de publicar en Venecia en 1520 una edición corregida y ampliada, considerada la versión canónica. Entre tanto se habían realizado otras quince impresiones, en Italia y fuera de ella, con traducciones y adaptaciones, que incluían en algún caso, junto al lema latino, la correspondiente voz griega, hebrea y vulgar. Aspirando a recuperar la pureza del latín clásico, sus fuentes iban de Plauto a Tácito y, de los modernos, se servía de las Elegancias de  Lorenzo Valla, prescindiendo de los autores de la antigüedad tardía y medieval.
Por metonimia, el Dictionarium se conoció sencillamente como el Calepino y, por un nuevo tropo o sinécdoque, el nombre del autor acabó dando nombre a cualquier vocabulario o diccionario latino. Al padre Isla esa forma de citar el Dictionarium le proporcionó materia para burlarse de la ignorancia de su fray Gerundio de Campazas, que acudía al «Calepino de Ambrosio aumentado por Paseraccio» para encontrar las voces y citas latinas que embutía de cualquier forma en sus sermones. Preguntado por el joven colegial, opositor a cátedras en Salamanca, qué entendía por ello pues esa forma de citar el diccionario le recordaba la carabina de Ambrosio, fray Gerundio le responderá —con cierto desdén— que brava pregunta es esa pues hasta los más jóvenes estudiantes de gramática saben «que calepino es una palabra griega, hebrea o moscovita, que en eso no me meto, la cual significa lo mismo que diccionario o vocabulario, en que, siguiendo el alfabeto, se va discurriendo por todas las palabras latinas, y se dice lo que significan en romance».